# Warrington
Warrington er en by i Warrington-distriktet, Cheshire, England, med et indbyggertal (pr. 2015) på 170.148. Distriktet har et befolkningstal på 207.695 (pr. 2015). Byen ligger 269 km fra London. Den nævnes i Domesday Book fra 1086, hvor den kaldes Walentune.